# Pau Ribas
Pour les articles homonymes, voir Ribas.
Pau Ribas Tossas, né le 2 mars 1987 à Barcelone, est un joueur espagnol de basket-ball.

## Biographie

### En club
Pau Ribas débute le basket-ball dans les équipes de jeunes de la Joventut Badalona. Il fait ses débuts avec l'équipe professionnelle lors de la saison 2005-2006, plus exactement le 20 octobre 2005 face au Bàsquet Manresa et en disputant seulement 3 minutes. Durant cette première saison et durant la saison 2006-2007, il évolue majoritairement avec le CB Prat dans les divisions inférieures et ne joue que 7 matchs en deux saisons avec la Joventut. Il évolue avec la Joventut Badalona jusqu'à la fin de la saison 2008-2009.
En 2009, il s'engage pour trois saison avec le club basque du Saski Baskonia. À l'issue de la saison 2009-2010, il remporte le championnat espagnol.
En juillet 2012, il reste en Espagne et s'engage pour trois saisons avec Valence Basket Club. Lors de la saison 2014-2015, Ribas est nommé meilleur joueur de la Liga ACB lors des 27e et 29e journées,. En championnat, Ribas est nommé dans l'équipe-type de la saison avec les joueurs du Real Madrid Felipe Reyes et Sergio Llull, Jayson Granger et Marko Todorović.
Il signe avec le FC Barcelone en juillet 2015. En octobre 2016, il se blesse au talon d'Achille de son pied gauche et doit subir une opération chirurgicale. Son indisponibilité est estimée à neuf mois. En février 2018, il remporte la Coupe d'Espagne en marquant 21 points en finale face au Real Madrid. Il gagne une nouvelle fois la Coupe d'Espagne en 2019.
Il retourne à la Joventut Badalona en juillet 2020.

### En équipe nationale
Pau Ribas est international espagnol.
Il joue avec les équipes nationales juniors d’Espagne au Championnat d’Europe des moins de 18 ans de la FIBA 2005 et au Championnat d’Europe des moins de 20 ans de la FIBA 2006. Ils remportent la médaille d’argent au championnat FIBA Europe des moins de 20 ans 2007.
Il fête sa première sélection le 5 septembre 2015 durant l'EuroBasket 2015 face à l'équipe de Serbie (défaite 70 à 80). Il remporte la compétition avec sa sélection avec une victoire en finale face à l'équipe de Lituanie (80 à 63).
Il est sélectionné pour participer à la Coupe du monde de basket-ball 2019. Il remporte la compétition avec une victoire en finale face à l'équipe d'Argentine (95 à 75).

## Palmarès et distinctions

### Palmarès
Avec Baskonia :
- Liga ACB : 2010

Avec Barcelone :
- Coupe d'Espagne : 2018 et 2019
- Supercoupe d'Espagne en 2015

Avec l'Espagne :
- Médaille d'or au Championnat d'Europe 2015.
- Médaille d'or à la Coupe du monde 2019 en Chine.

### Distinctions personnelles
- Membre de l'équipe-type de la Liga ACB 2014-2015
- MVP Supercoupe d'Espagne 2015